# Hester Peirce
Hester Maria Peirce (ur. 12 października 1970) – amerykańska prawniczka, komisarz w Komisji Papierów Wartościowych i Giełd. Wcześniej była dyrektorką Grupy Roboczej ds. Rynków Finansowych w 
Mercatus Center na Uniwersytecie George’a Masona. W grudniu 2017 roku została zatwierdzona przez Senat Stanów Zjednoczonych na stanowisko komisarza, w celu obsadzenia wakatu przypadającego Republikanom. Złożyła przysięgę 11 stycznia 2018 roku, a jej kadencja zakończyła się w 2020 roku; druga kadencja wygasa w 2025 roku. Peirce była wcześniej członkinią personelu Komisji Senackiej ds. Bankowości, Mieszkalnictwa i Spraw Miejskich  oraz samej SEC. W 2016 roku została nominowana na stanowisko komisarza SEC przez prezydenta Baracka Obamę, jednak Senat nie podjął działań w sprawie tej nominacji.

## Edukacja
Peirce uzyskała tytuł licencjata z ekonomii na Case Western Reserve University w 1993 roku oraz tytuł doktora nauk prawnych (J.D.) w Szkole Prawa Uniwersytetu Yale w 1997 roku.

## Kariera

### Kariera prawnicza
Peirce rozpoczęła swoją karierę jako asystentka sędziego Rogera Andewelta w Sądzie Roszczeń Federalnych w latach 1997–1998. Następnie, w latach 1998–2000, pracowała jako współpracowniczka w kancelarii prawniczej Wilmer, Cutler & Pickering w Waszyngtonie (obecnie WilmerHale). W 2000 roku rozpoczęła pracę w Komisji Papierów Wartościowych i Giełd (SEC), najpierw jako radczyni prawna w Wydziale Zarządzania Inwestycjami w latach 2000–2004, a następnie jako doradczyni komisarza Paula S. Atkinsa w latach 2004–2008.
Następnie Peirce pracowała w zespole senatora Richarda Shelby’ego w Komisji Senackiej ds. Bankowości, Mieszkalnictwa i Spraw Miejskich. W tej roli zajmowała się głównie reformą regulacji finansowych po kryzysie finansowym z 2008 roku oraz nadzorem nad wdrażaniem przepisów Dodd–Frank Act.
W latach 2012–2018 Peirce była starszym pracownikiem naukowym oraz dyrektorką Grupy Roboczej ds. Rynków Finansowych w Mercatus Center na Uniwersytecie George’a Masona, gdzie również wykłada jako adiunktka w Antonin Scalia Law School. Peirce jest członkinią Federalist Society.

### Komisja Papierów Wartościowych i Giełd
W 2015 roku, za czasów administracji Obamy, Peirce została wybrana na kandydatkę do objęcia miejsca przypadającego Republikanom w Komisji Papierów Wartościowych i Giełd (SEC). Demokraci zasiadający w senackiej Komisji ds. Bankowości próbowali zablokować jej nominację, ponieważ odmówiła pełnego zobowiązania się do wymogu, by korporacje publicznie ujawniały darowizny na cele polityczne. Ostatecznie została zatwierdzona przez Komisję, jednak Senat nigdy nie przeprowadził głosowania nad jej kandydaturą.
18 lipca 2017 roku Biały Dom ogłosił, że prezydent Donald Trump nominował Peirce na stanowisko komisarza SEC na pozostałą część pięcioletniej kadencji kończącej się 5 czerwca 2020 roku. Została zatwierdzona przez Senat Stanów Zjednoczonych 21 grudnia 2017 roku, a zaprzysiężona 11 stycznia 2018 roku. 6 sierpnia 2020 roku Senat zatwierdził Peirce na kolejną pięcioletnią kadencję kończącą się 5 czerwca 2025 roku w głosowaniu głosowym, a zaprzysiężenie miało miejsce 17 sierpnia 2020 roku.

## Poglądy

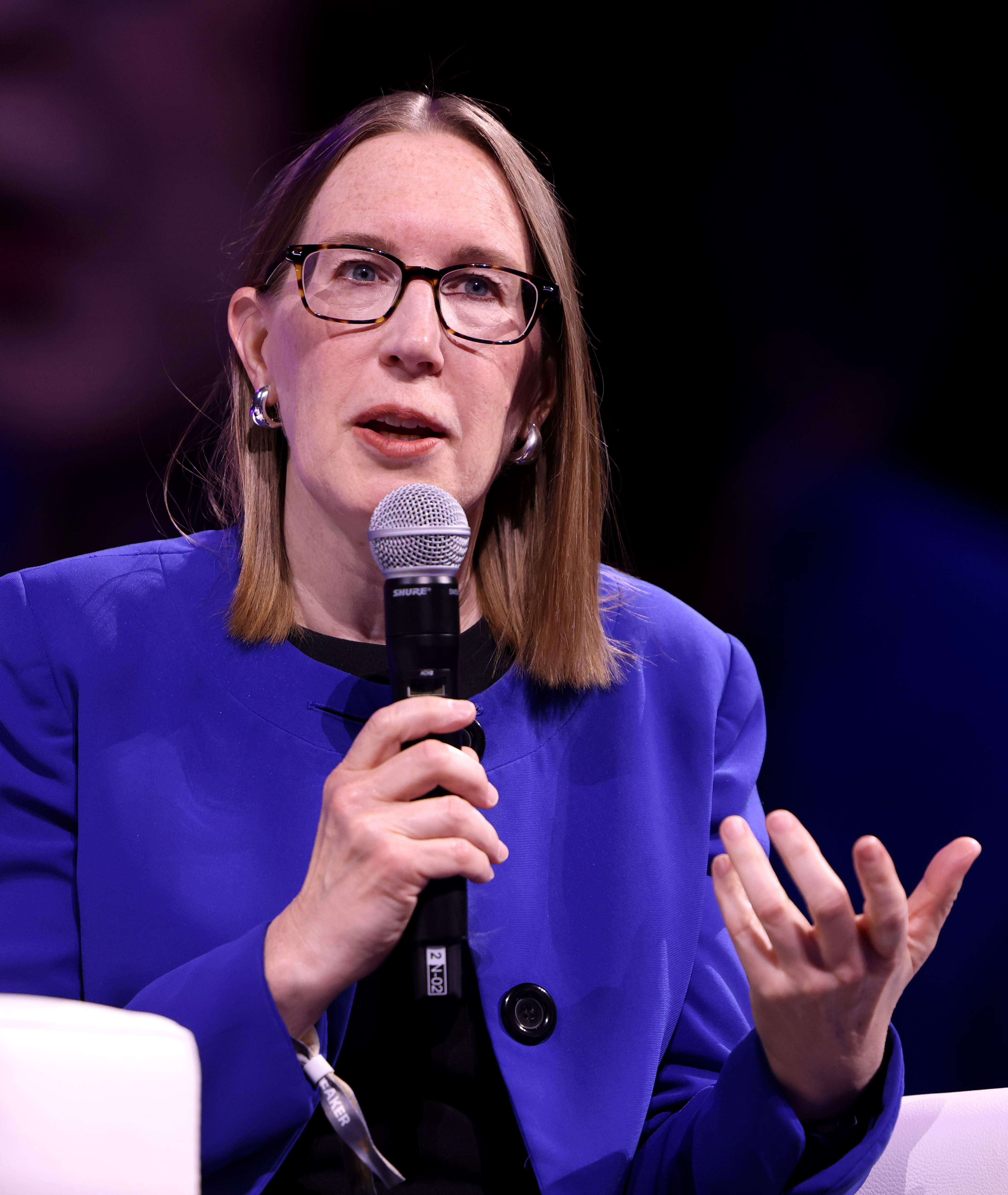
Peirce przemawia podczas konferencji Bitcoin 2025 w Las Vegas, w stanie Nevada.

Peirce regularnie zabierała głos w debacie na temat regulacji bankowych, publikując książki, artykuły, komentarze i oświadczenia. Krytycznie oceniała rozbudowę regulacji wprowadzonych w odpowiedzi na kryzys finansowy z 2008 roku. W swojej książce z 2012 roku Dodd-Frank: What It Does and Why It's Flawed opowiada się za wolnością gospodarczą i przeciwko przekonaniu, że rynki można usprawnić poprzez regulacyjne „mikrozarządzanie”. Twierdziła, że im większe znaczenie zyskuje regulacja, tym mniej banki skupiają się na swoim właściwym zadaniu, którym jest dostarczanie klientom możliwości finansowych. W 2016 roku Mercatus Center opublikowało książkę Reframing Financial Regulation: Enhancing Stability and Protecting Consumers, której była współredaktorką.
Peirce opublikowała artykuły opiniotwórcze w The New York Times w 2012 i 2013 roku, w których stwierdziła, że bardziej rozsądne byłoby pozwolić rynkowi samodzielnie „odchudzić” wielkie banki, zamiast je nacjonalizować. Jest także autorką artykułów w American Banker, The Hill oraz FinRegRag. W styczniu 2017 roku wystąpiła na konferencji Amerykańskiego Stowarzyszenia Ekonomicznego w Chicago, gdzie omawiała reformy dotyczące roli instytucji nadzorczych rynku finansowego - temat, który wcześniej poruszyła w nagraniu wideo przygotowanym przez Mercatus Center w 2015 roku.
W 2018 roku Peirce argumentowała, że prawnicy pracujący dla dużych korporacji wykonują pewną formę pracy na rzecz interesu publicznego. Zasugerowała również, że jej własna praca w SEC „pośrednio” kwalifikuje się jako działalność w interesie publicznym.
25 maja 2022 roku Peirce stwierdziła, że Stany Zjednoczone „wypuściły z rąk piłkę regulacyjną”, jeśli chodzi o regulacje dotyczące kryptowalut.
W czerwcu 2022 roku Peirce, jako komisarz Komisji Papierów Wartościowych i Giełd (SEC), stwierdziła, że „nadszedł czas, aby Komisja przestała kategorycznie odrzucać fundusze ETF oparte na rynku spot kryptowalut”.